# Bematua
Bematua ist ein osttimoresischer Ort südlich der Landeshauptstadt Dili. Er liegt im Zentrum des Sucos Dare (Verwaltungsamt Vera Cruz, Gemeinde Dilil) an der Straße, die den Suco von Ost nach West durchquert. Obwohl nur wenige Kilometer von der Küste entfernt, befindet sich Bematua bereits 650 m über dem Meer.
Der Teil des Ortes, der sich südlich der Straße befindet, gehört zur Aldeia Coalau I, der Teil nördlich der Straße zur Aldeia Coalau II.